# Georges Clairin
Georges Jules Victor Clairin (Parigi, 11 settembre 1843 – Belle-Île-en-Mer, 2 settembre 1919) è stato un pittore francese.

## Biografia

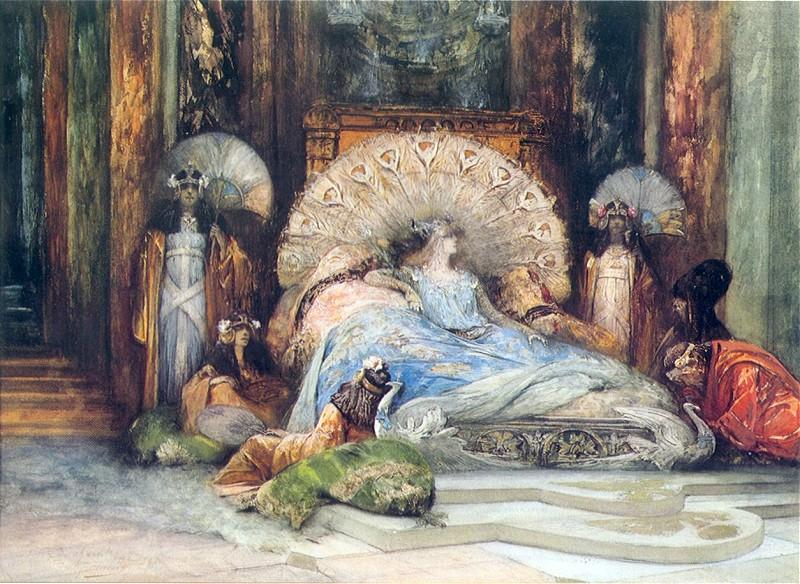
Sarah Bernhardt recita in Theodora, 1902

Era figlio di Jules Adolphe Clairin, imprenditore, e di Marguerite Feine.
Si formò negli atelier di Isidore Pils e di François-Édouard Picot. Nel 1861 entrò nell'École des Beaux-Arts. Interessato all'esotismo e alla pittura orientalista, viaggiò in Spagna con Henri Regnault e in Egitto nel 1895 con il compositore Camille Saint-Saëns.
Fu per tutta la vita amico molto intimo di Sarah Bernhardt.